# بانوج (هشيوار)
بانوج (بالفارسية: بانوج) هي قرية تقع في إيران في البلدة المركزية. يقدر عدد سكانها بـ 2,402 نسمة .